# 任映仑
任映仑（1911年—1992年10月28日），曾名任步清，男，山西河曲人，中华人民共和国政治人物。

## 生平
1927年，任映仑在太原国民师范读书时参加共青团。1934年被捕入狱，不久获释。1936年，经高德西介绍，加入中国共产党。1937年毕业于山西教育学院中文系。同年初，参加牺牲救国同盟会和山西新军，历任太原军政训练班九连政治工作员，山西国民兵军官教导第六团政治干事、主任干事。七七事变后，任山西青年抗敌决死队三纵队第九总队政治主任、中共党组书记。1938年十二月事变中，他率部与国军斗争。1940年后，历任长治五专署文教科长、太行军区三分区政治部统战科长。1942年，太行军区三分区在襄垣县常家坪设立敌工站，任映仑任副站长（杨绍曾任站长）。1942年9月至1943年12月，任映仑担任黎城县县长。后升任太行第四干部中学校长兼中共党总支书记。第二次国共内战期间，历任太行四专署民政科长。1946年4月至11月，担任平顺县抗日民主政府县长。1947年1月至1948年7月，改任长治县县长，后任太行三专署副专员。1949年1月至8月，升任专员，负责开展土地改革。
中华人民共和国成立后，任映仑任长治专区副专员兼专区税务局局长。1951年10月至1952年8月，兼任中共长治地委常委。1952年后，调任中共中央华北局政策研究室农村工作办公室主任、中共中央书记处二办四组副组长、中共中央交通工作部邮电及民航处处长。1961年4月22日，出任中国对外文化联络委员会三司司长兼中拉友协总干事。后改任中华人民共和国对外文化联络委员会党组成员、中国人民对外友好协会副会长兼党组副书记。文化大革命期间，受批斗审查。
怀仁堂事变后，山西省革委会开始调整。1977年10月，任映仑出任山西省革命委员会副秘书长。1979年3月，任升任山西省革命委员会副主任。1979年12月，山西省第五届人民代表大会第二次会议召开，选举产生了山西省人民代表大会常务委员会，任映仑担任副主任。1983年3月，连任山西省第六届人大常委会副主任。1983年，病重。1985年5月辞职；12月，离职休养。1992年10月28日，任映仑在北京病逝。